# Židovský hřbitov (Nový Bydžov)
Starý židovský hřbitov v Novém Bydžově se nalézá mezi ulicemi Revoluční a Bratří Mádlů v Novém Bydžově v okrese Hradec Králové. Židovský hřbitov je chráněn jako kulturní památka ČR. Národní památkový ústav tento hřbitov uvádí v katalogu památek pod rejstříkovým číslem ÚSKP 27258/6-671. Hřbitov je přístupný po domluvě v Městském muzeu v Novém Bydžově.

## Historie
Starý židovský hřbitov byl založen v roce 1520 v jižní části za hradbami města. Od té doby až do roku 1885 zde byli pohřbíváni nejen místní Židé, ale i Židé z bližšího i vzdálenějšího okolí. Na ploše přes půl hektaru se nalézá přes 1480 náhrobků. Nejstarší dochovaný náhrobek je z roku 1577. Zdejší židovský hřbitov je jedním z nejstarších a nejzachovalejších v Česku (po hřbitovech v Praze a v Kolíně). Početně převažují pískovcové náhrobky ze 2. poloviny 17. století a z 18. století.

## Popis
Židovský hřbitov v Novém Bydžově se rozléhá na obdélném pozemku ležícím asi 400 m jihojihozápadně od historického centra města. Na východní a zčásti na jižní straně se dochovaly zchátralé zbytky cihelné ohradní zdi z 19. století. Původní vstup na hřbitov s pískovcovým ostěním se segmentovým nadpražím a profilací nad soklem je v jihovýchodním rohu. Současný vstup z ulice tvoří nenápadný úzký průchod vpravo od domu čp. 217, v cihelné zdi kryté pískovcovými deskami, s pískovcovým portálem.
Pozemek hřbitova je v západní části svažitý směrem do středu, na východě je střed zvýšen obdobně jako okraje. Nejvyšší část je na jižní straně. Náhrobní desky většinou pískovcové, výjimečně i mramorové, stojí obráceny k východu, některé jsou zkráceny. Na kopci v jihozápadní části jsou zřejmě nejmladší pomníky s vysokými pylony a obrácenými hroby či tumbami, i s litinovým zábradlím.

## K dějinám Židů v Novém Bydžově
Od počátku 16. století se v místech bývalého minoritského kláštera v místě tzv. "klášteřiště", severovýchodně od náměstí, začali usazovat Židé. Už v roce 1520 založili hřbitov, jeden z nejstarších v Česku. V roce 1550 byla postavena první synagoga. Vzniklá židovská čtvrť musela být v 17. století ohrazena a proměnila se v ghetto. Už v roce 1718 byla celá židovská čtvrť včetně synagogy zničena velkým požárem, ale rozsáhlé spáleniště bylo zastaveno novými dřevěnými domy a zděnou synagogou.
Další velký požár dne 15. července 1901 znamenal konec této rázovité části Nového Bydžova. Téměř vše vyhořelo a ze židovské čtvrti zbyla jen synagoga.
Židovská komunita dosáhla největšího počtu v první polovině 18. století. V malých místnostech roubených domů se tehdy tísnilo i přes 400 obyvatel. Ve větší míře začali Židé odcházet z města koncem 18. a počátkem 19. století.
Tragické osudy čekaly skupinu židovského obyvatelstva v letech nacistické okupace. Z transportu vypraveného z města 10. června 1942 se ze 76 Židů vrátili po osvobození pouze 3.
Ze židovské čtvrti se do současnosti dochovaly cenné plány, staré fotografie, kresby a akvarely.

## Galerie

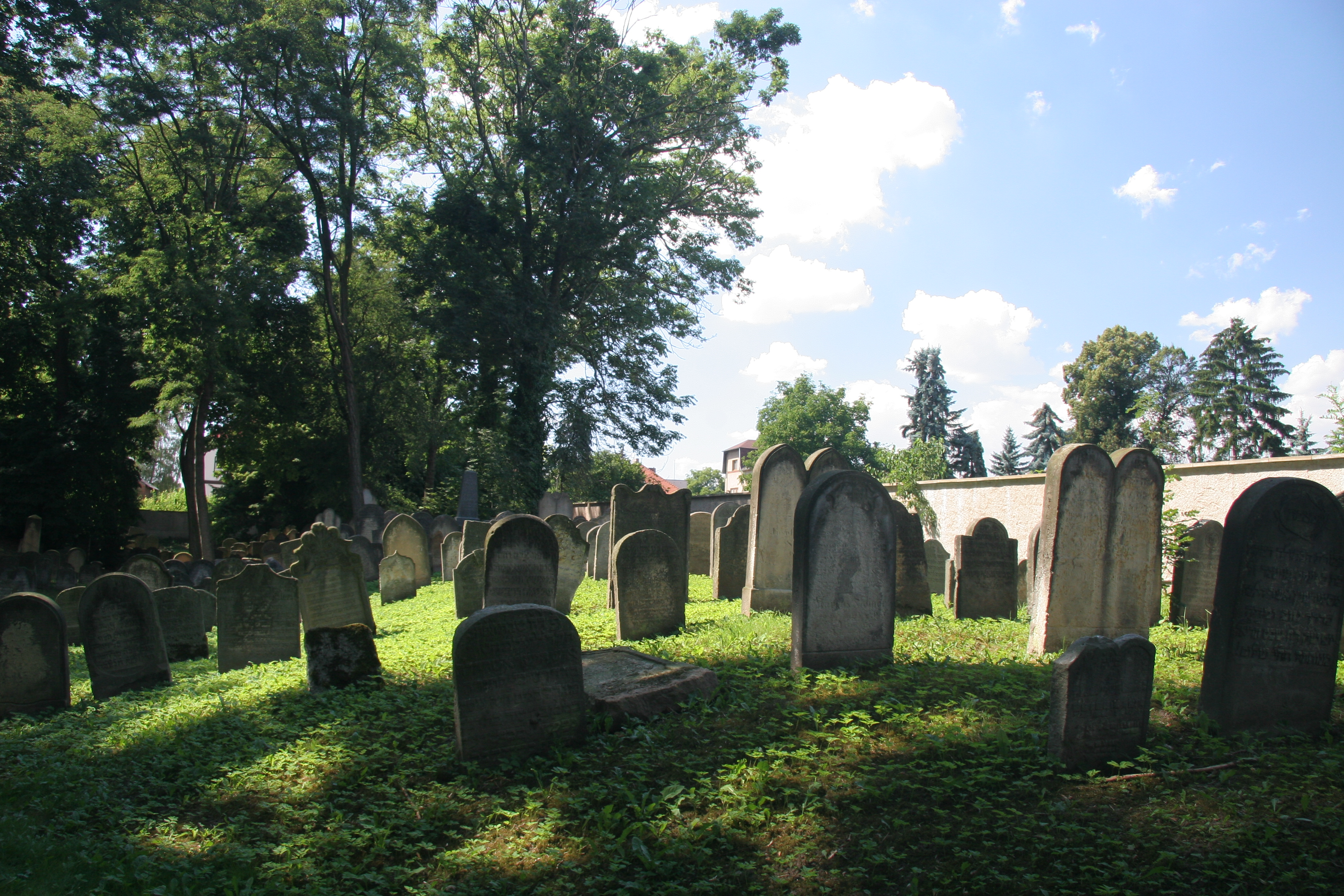
Židovský hřbitov v Novém Bydžově
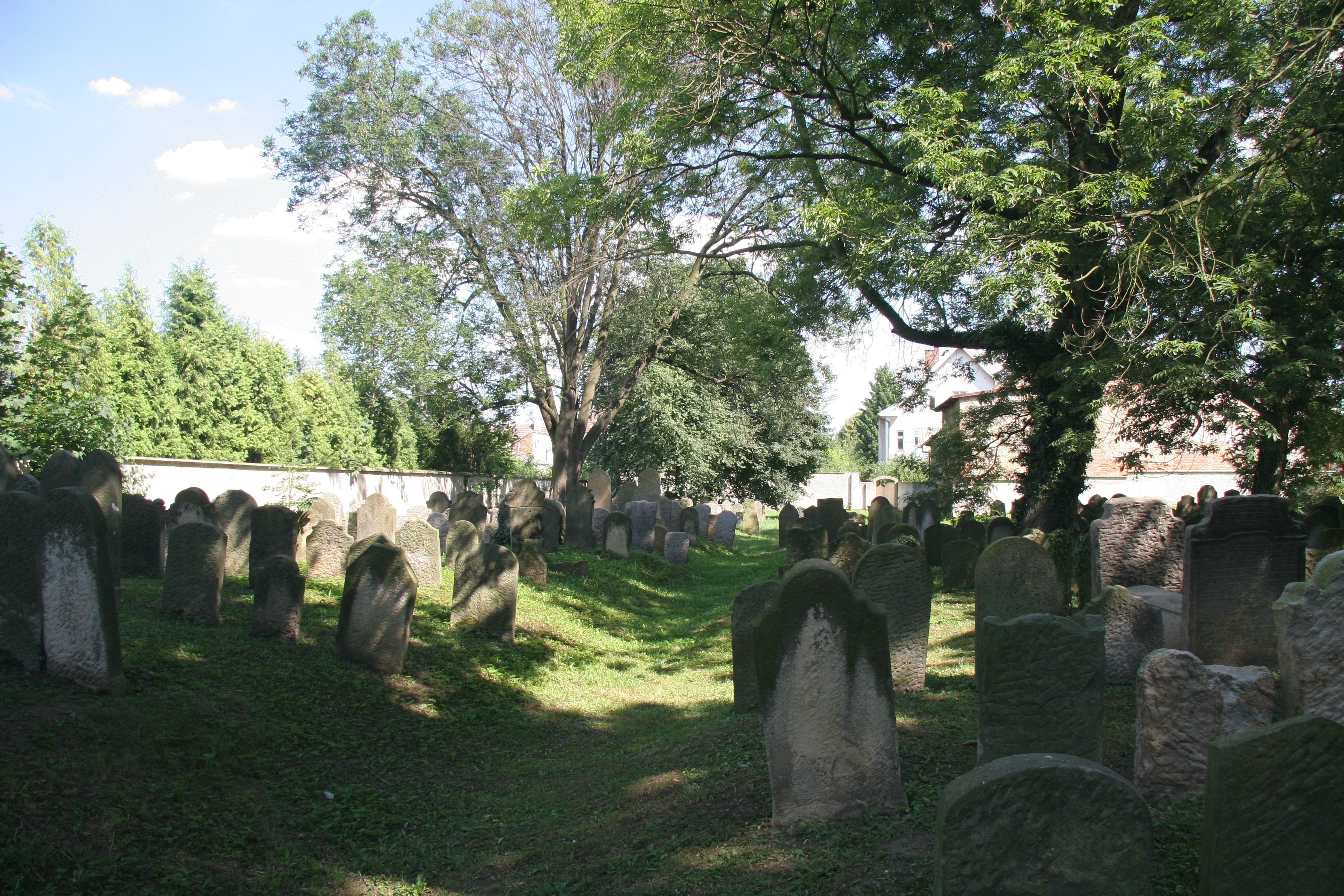
Židovský hřbitov v Novém Bydžově
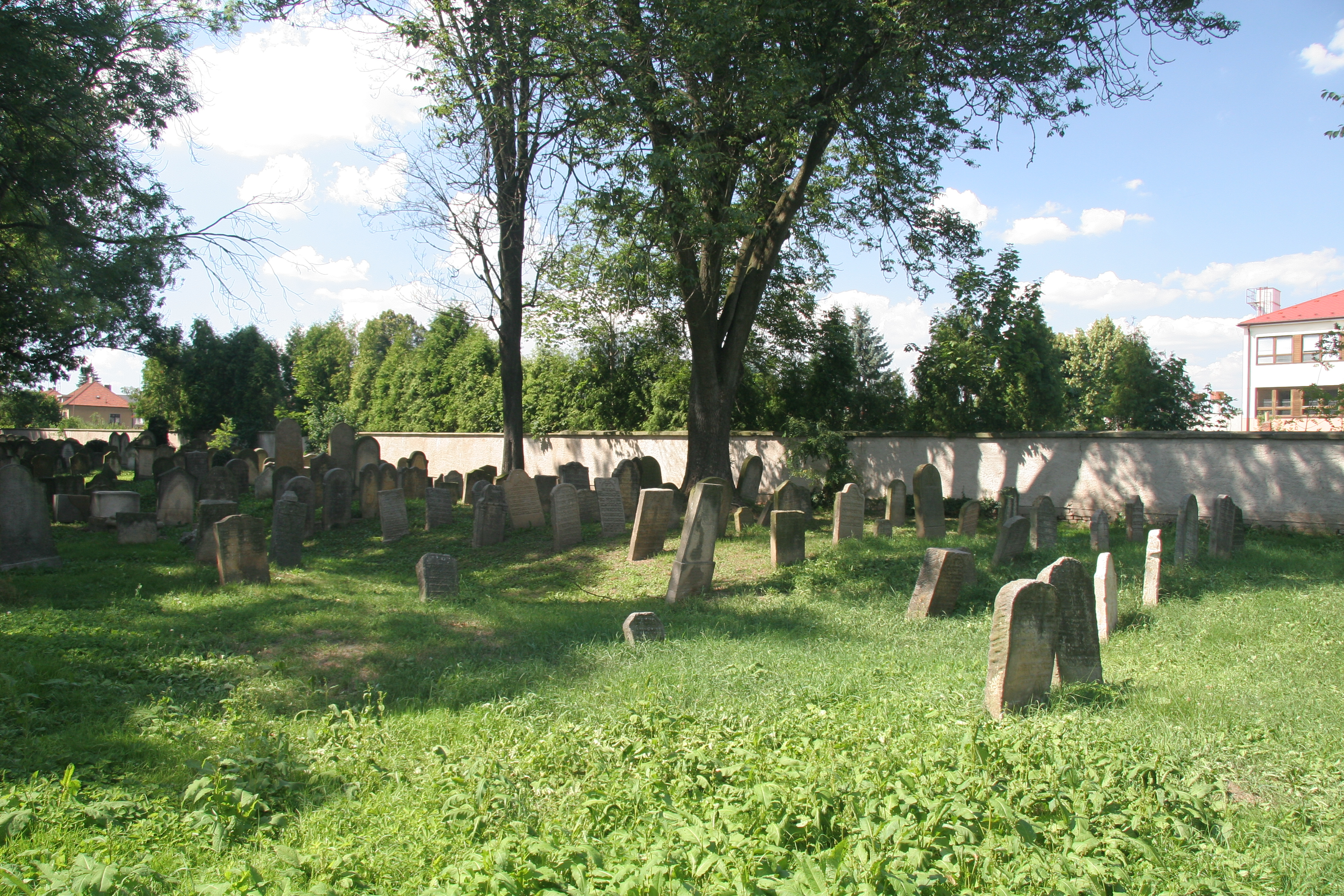
Židovský hřbitov v Novém Bydžově
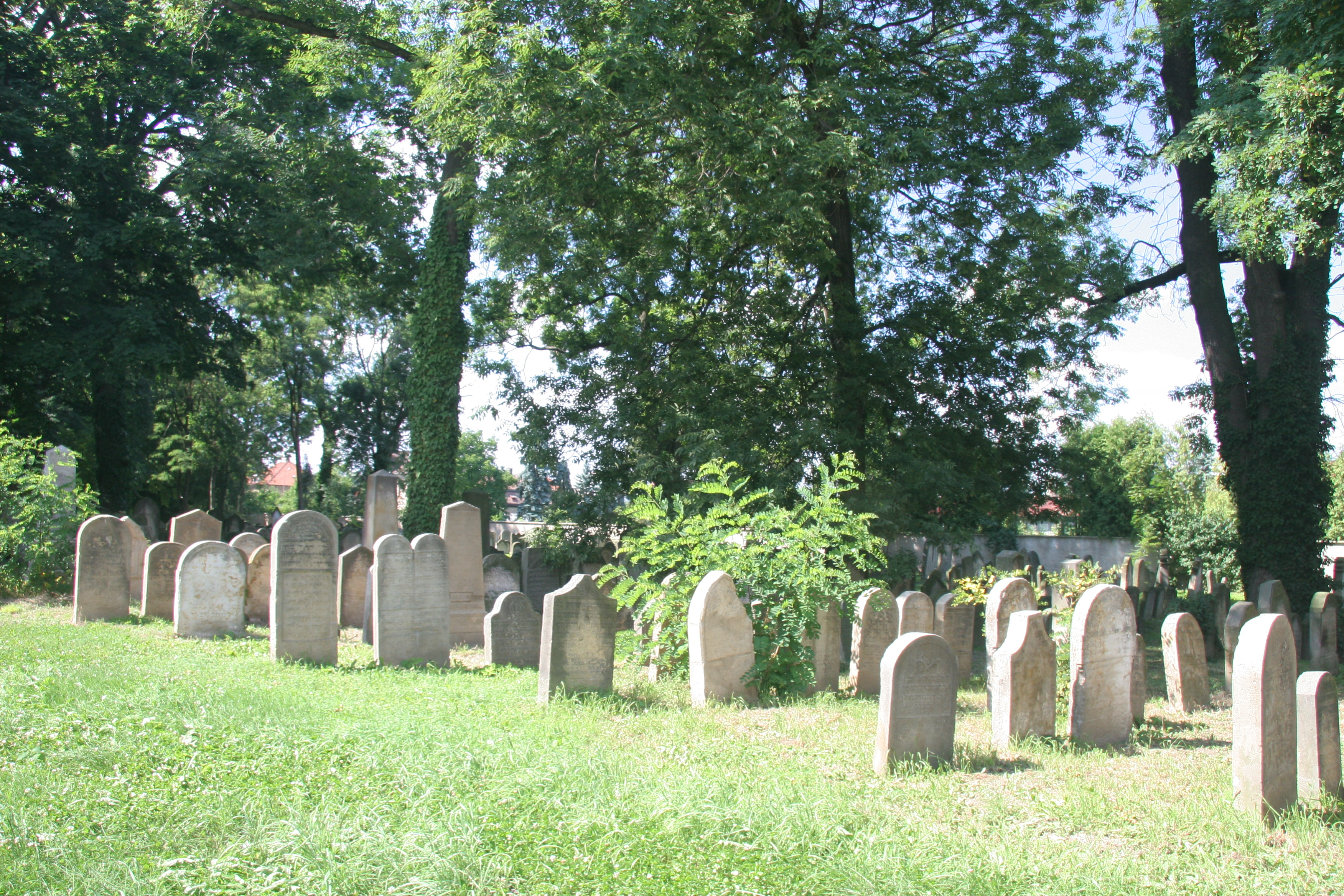
Židovský hřbitov v Novém Bydžově
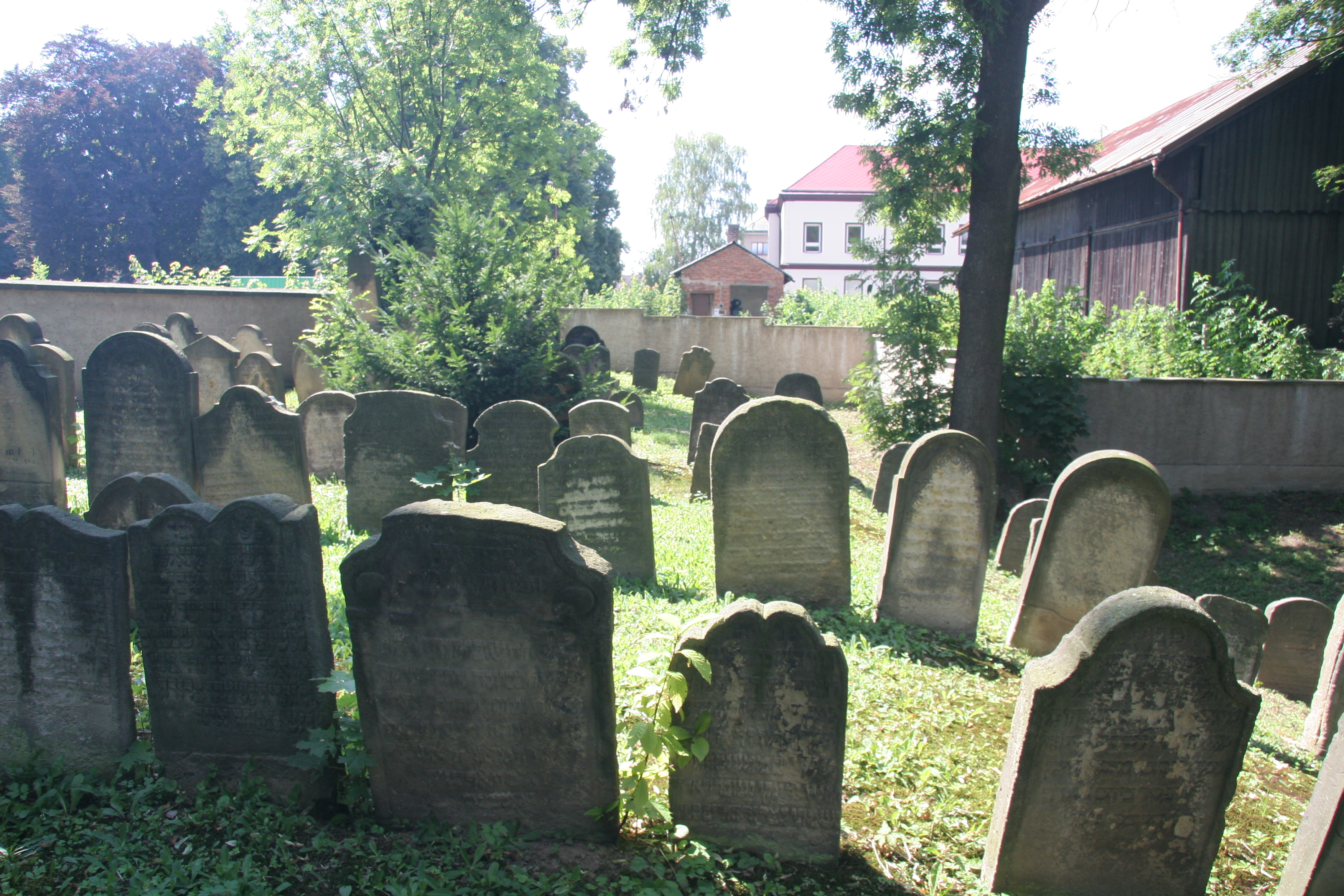
Židovský hřbitov v Novém Bydžově
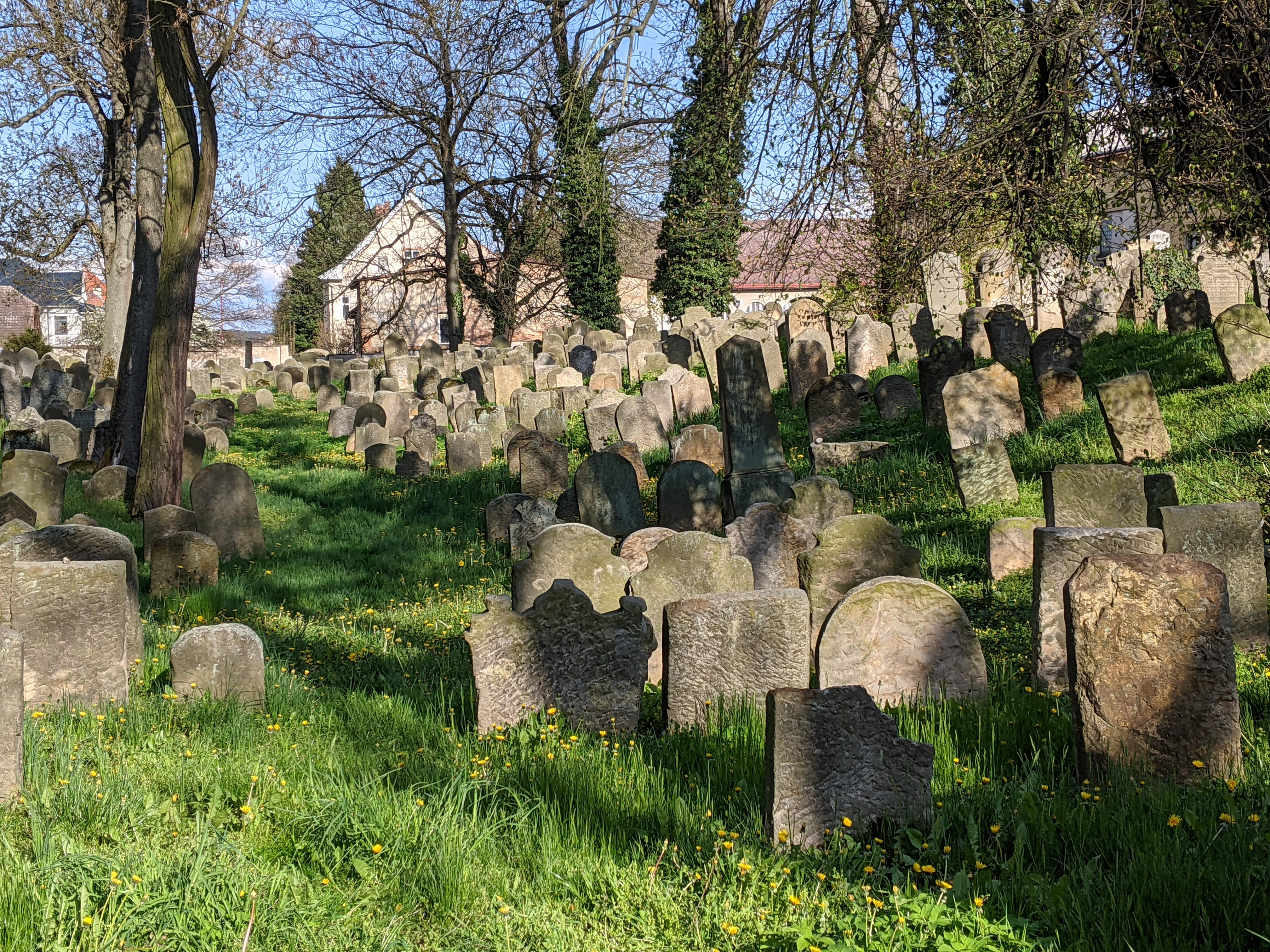
Stav v květnu 2021 - pohled od západu
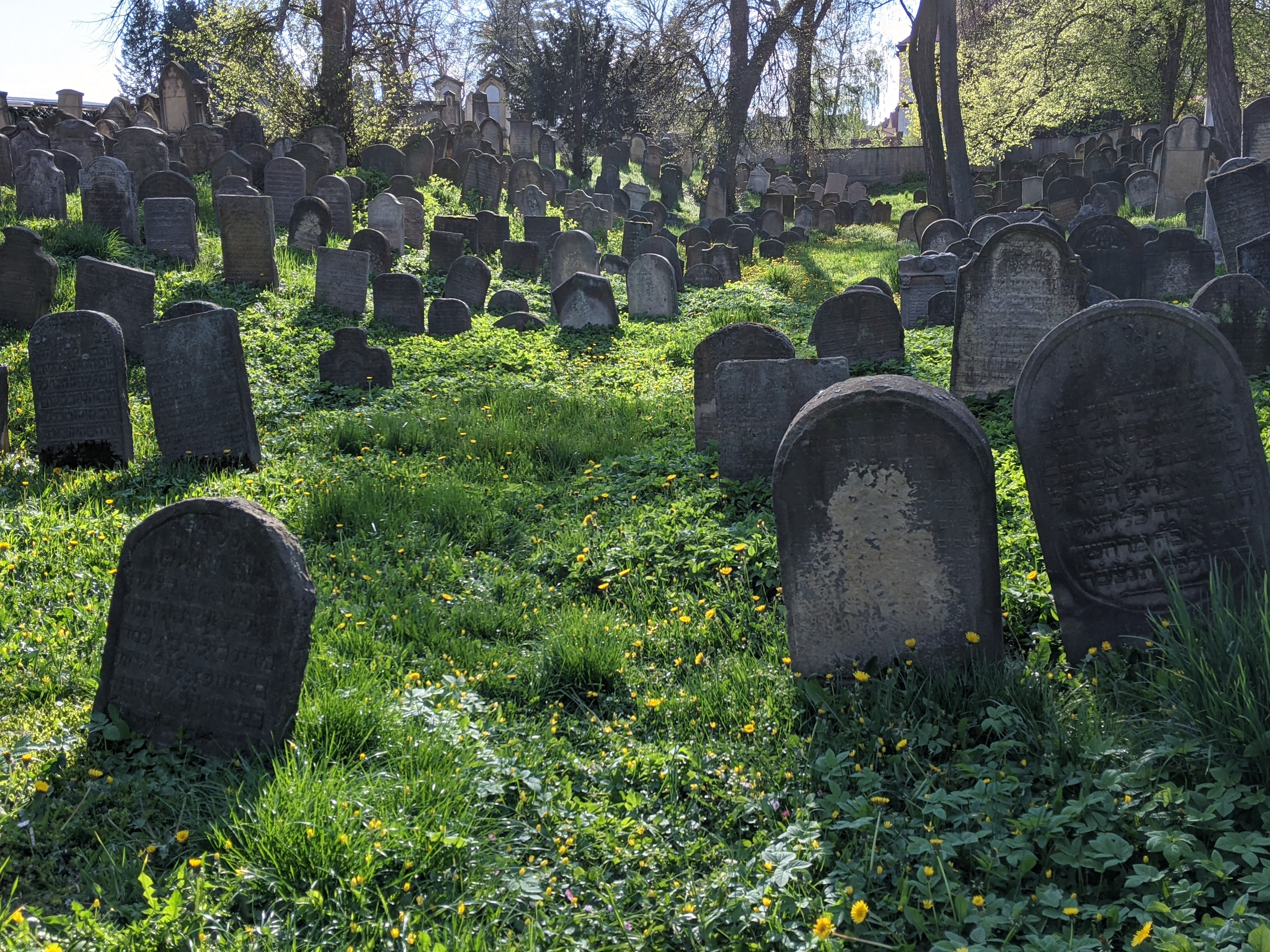
Stav v květnu 2021 - pohled od východu
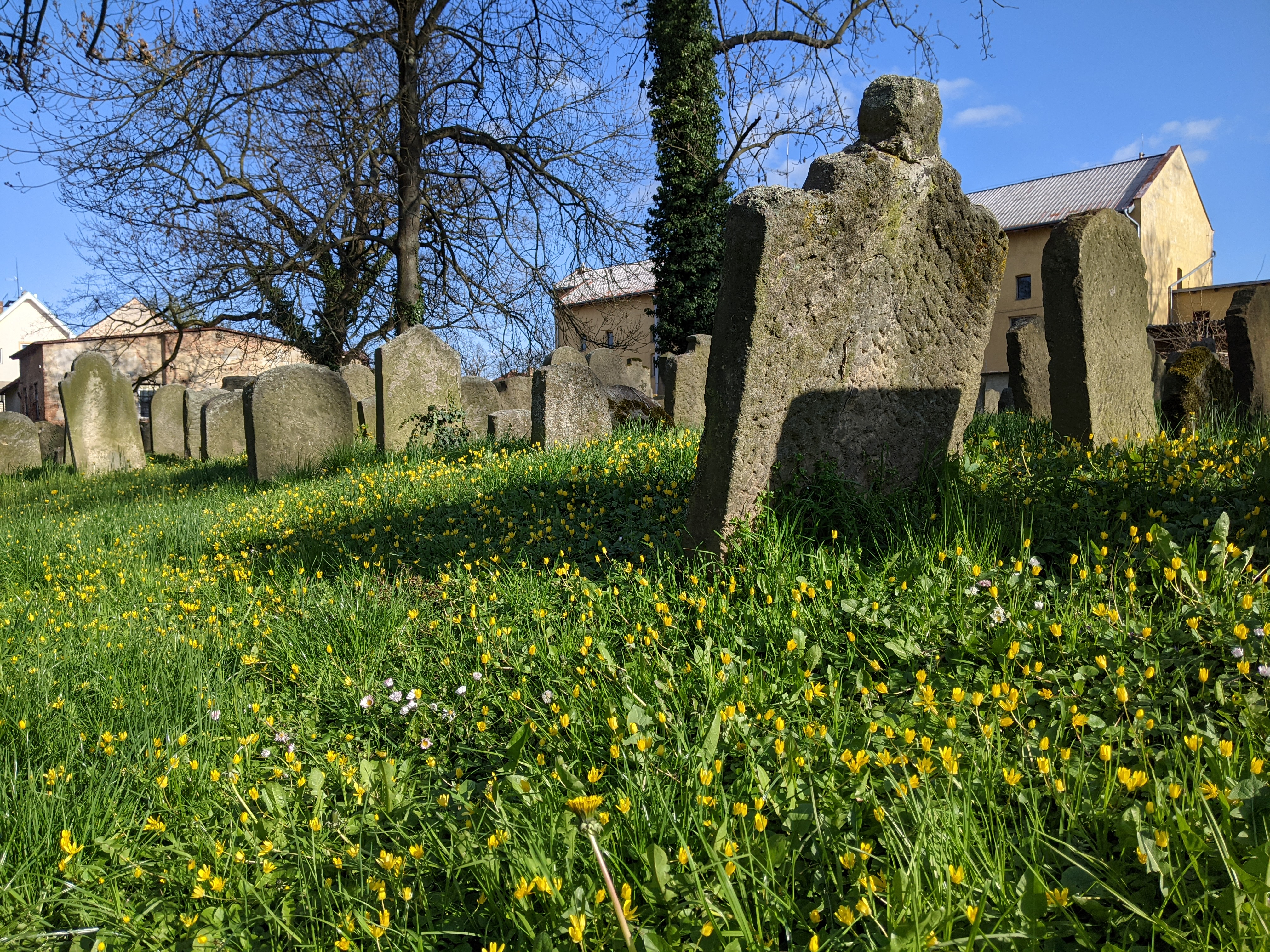
Stav v květnu 2021 - detailnější pohled